# 石陶樂鯰
石陶樂鯰，為輻鰭魚綱鯰形目鼬鯰科的其中一種，為熱帶淡水魚，分布於南美洲法屬圭亞那亞馬遜河河口流域，體長可達100公分，棲息在底層水域，以果實及樹葉為食，生活習性不明，可做為食用魚及觀賞魚。